# ایلیچ (شهرستان کمین)
ایلیچ (به لاتین: Ilyich) یک عوارض جغرافیایی در قرقیزستان است که در شهرستان کمین واقع شده‌است. ایلیچ ۱٬۱۹۴ نفر جمعیت دارد و ۱٬۵۵۳ متر بالاتر از سطح دریا واقع شده‌است.